# 黑红金国旗团

红黑金国旗团旗

黑红金国旗团（德語：Reichsbanner Schwarz-Rot-Gold，德語發音：[ˈʁaɪçsˌbanɐ ˈʃvaʁts ˈʁoːt ˈɡɔlt]）是德国魏玛共和国时期的一个组织，由德国社会民主党、德国中央党和德国民主党成员于1924年2月共同建立， 其目标是捍卫议会民主制免受左右派和极端主义的内部颠覆，教导人民尊重新共和国，尊重国旗和宪法。它的名字来自于1919年采用的德国国旗，其颜色与自由议会民主制和共和国有关。黑红金国旗团成立时是一个多党组织，但后来与社会民主党紧密联系在一起，并被视为其准军事力量，组织总部位于马格德堡，但在其他地方设有分支机构。该组织的主要对手为德国共产党的红色阵线战士同盟及纳粹党的冲锋队。在纳粹上台后，黑红金国旗团的成员在反纳粹活动中扮演中心角色。1953年，作为政治组织重建。